# Roberto Michelucci
Roberto Michelucci (* 29. Oktober 1922 in Livorno; † 13. November 2010 in Reggello) war ein italienischer Violinist.

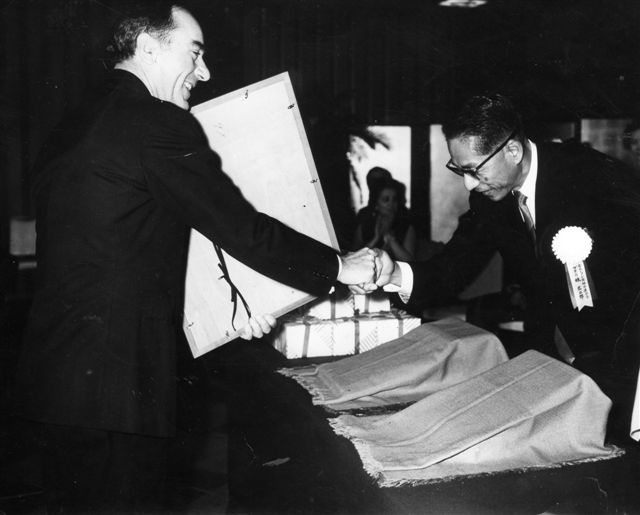
Roberto Michelucci in Tokio, 1972

## Leben
Michelucci studierte am Konservatorium von Florenz und gewann in Rom den ersten Preis der Rassegna Concertisti. Er musizierte u. a. mit den Pianisten Bruno Canino, Maureen Jones und Tullio Macoggi sowie mit den Dirigenten Hermann Scherchen, Bernhard Paumgartner, Lovro von Matačić, Rudolf Kempe, Gianandrea Gavazzeni und Ernest Ansermet. Von 1967 bis 1972 war er Konzertmeister des Kammerorchesters I Musici, mit dem er mehrere Schallplatten aufnahm. Einen großen Teil seiner Arbeitszeit widmete er pädagogischen Aufgaben; er war Professor am Konservatorium von Florenz und Jurymitglied bei mehreren internationalen Musikwettbewerben.

## Repertoire
Micheluccis Repertoire reichte vom Barock bis in die Gegenwart. Auf Tonträgern dokumentiert sind u. a. die Violinkonzerte op. 10 von Tomaso Albinoni, vier Violinkonzerte aus op. 11 von Francesco Antonio Bonporti, die Violinkonzerte L’Estro Armonico und Die vier Jahreszeiten von Antonio Vivaldi, die Sonaten und Partiten für Solovioline sowie die Violinkonzerte von Johann Sebastian Bach, vier Violinsonaten von Giuseppe Tartini, drei der Violinkonzerte op. 3 von Pietro Locatelli, das Violinkonzert Nr. 5 von Wolfgang Amadeus Mozart, das Violinkonzert d-Moll von Felix Mendelssohn Bartholdy sowie die Rumänischen Volkstänze von Béla Bartók. Mehrere zeitgenössische Werke waren Michelucci gewidmet, darunter das Concerto Lirico für Violine und Streichorchester von Valentino Bucchi (1957).